# Hoofdklasse schaken 1966/67
In het Hoofdklasse-seizoen 1966/67 namen acht teams van schaakverenigingen het tegen elkaar om het landskampioenschap van Nederland. Voor de eerste en enige keer in zijn historie won de Koninklijke Schaakclub Philidor uit Leeuwarden het landskampioenschap.
Philidor speelde dit seizoen met onder meer Haije Kramer en Eddie Scholl in het team.

## Eindstand en kruistabel[1]
| #  | Team                | MP | BP   | 01. | 02. | 03. | 04. | 05. | 06. | 07. | 08. |
| -- | ------------------- | -- | ---- | --- | --- | --- | --- | --- | --- | --- | --- |
| 1. | Philidor Leeuwarden | 11 | 40   | --  | 5½  | 5½  | 5   | 5   | 5   | 6   | 8   |
| 2. | Philidor Leiden (P) | 10 | 40   | 4½  | --  | 5½  | 3   | 7   | 5½  | 7½  | 7   |
| 3. | Rotterdam (K)       | 10 | 40   | 4½  | 4½  | --  | 5½  | 6½  | 6½  | 5½  | 7   |
| 4. | VAS                 | 8  | 37   | 5   | 7   | 4½  | --  | 5   | 5½  | 4½  | 5½  |
| 5. | ASC                 | 6  | 33   | 5   | 3   | 3½  | 5   | --  | 3   | 6½  | 7   |
| 6. | Utrecht             | 5  | 34½  | 5   | 4½  | 3½  | 4½  | 7   | --  | 2½  | 7½  |
| 7. | ASV                 | 5  | 32½  | 4   | 2½  | 4½  | 5½  | 3½  | 7½  | --  | 5   |
| 8. | Unitas (P)          | 1  | 23,0 | 2   | 3   | 3   | 4½  | 3   | 2½  | 5   | --  |

### Legenda
|  | Landskampioen |
|  | Degradant     |

Eerste klasse

1920/21 · 1921/22 · 1922/23 · 1923/24 · 1924/25 · 1925/26 · 1926/27 · 1927/28 · 1928/29 · 1929/30 · 1930/31 · 1931/32 · 1932/33 · 1933/34 · 1934/35 · 1935/36 · 1936/37 · 1937/38 · 1938/39 · 1939/40 · 1940/41 · 1941/42
Hoofdklasse

1942/43 · 1943/44 · 1944/45 · 1945/46 · 1946/47 · 1947/48 · 
1948/49 · 1949/50 · 1950/51 · 1951/52 · 1952/53 · 1953/54 · 1954/55 · 1955/56 · 1956/57 · 1957/58 · 1958/59 · 1959/60 · 1960/61 · 1961/62 · 1962/63 · 1963/64 · 1964/65 · 1965/66 · 1966/67 · 1967/68 · 1968/69 · 1969/70 · 1970/71 · 1971/72 · 1972/73 · 1973/74 · 1974/75 · 1975/76 · 1976/77 · 1977/78 · 1978/79 · 1979/80 · 1980/81 · 1981/82 · 1982/83 · 1983/84 · 1984/85 · 1985/86 · 1986/87 · 1987/88 · 1988/89 · 1990/91 · 1991/92 · 1992/93 · 1993/94 · 1994/95 · 1995/96
Meesterklasse

1996/97 · 1997/98 · 1998/99 · 1999/00 · 2000/01 · 2001/02 · 2002/03 · 2003/04 · 2004/05 · 2005/06 · 2006/07 · 2007/08 · 2008/09 · 2009/10 · 2010/11 · 2011/12 · 2012/13 · 2013/14 · 2014/15 · 2015/16 · 2016/17 · 2017/18· 2018/19 · 2019/20 · 2020/21 · 2021/22 · 2022/23 · 2023/24 · 2024/25